# Los Andes (Sara)
Los Andes ist eine Ortschaft im Departamento Santa Cruz im Tiefland des südamerikanischen Andenstaates Bolivien.

## Lage im Nahraum
Los Andes ist drittgrößte Ortschaft des Kanton Santa Rosa del Sara im Municipio Santa Rosa del Sara in der Provinz Sara. Der Ort liegt auf einer Höhe von 228 m im Feuchtgebiet zwischen dem Río Barbery westlich und dem Arroyo Negro östlich der Ortschaft.

## Geographie
Los Andes liegt östlich der bolivianischen Cordillera Oriental am Westrand des bolivianischen Tieflandes. Das Klima der Region ist das vollhumide Klima der Subtropen mit einem ausgeglichenen Temperaturverlauf im Jahresgang und ebenfalls nur geringen Temperaturschwankungen im Tagesverlauf.
Die mittlere Durchschnittstemperatur der Region liegt bei etwa 24 °C (siehe Klimadiagramm Santa Rosa) und schwankt nur unwesentlich zwischen knapp 21 °C im Juni und Juli und 26 °C von November bis Februar. Der Jahresniederschlag beträgt mehr als 1500 mm, die Regenzeit dauert von Oktober bis März und erreicht Monatswerte von über 250 mm.

## Verkehrsnetz
Los Andes liegt in einer Entfernung von 166 Straßenkilometern nördlich von Santa Cruz, der Hauptstadt des Departamentos.
Von Santa Cruz aus führt die asphaltierte Nationalstraße Ruta 4 über Warnes und Montero nach Portachuelo und von dort aus weiter in westlicher Richtung nach Cochabamba und zur chilenischen Grenze. Zehn Kilometer westlich von Portachuelo zweigt eine unbefestigte Landstraße in nördlicher Richtung von der Ruta 4 ab, die nach 37 Kilometern die Stadt Santa Rosa del Sara erreicht. Von dort führt eine unbefestigte Landstraße in nordwestlicher Richtung, passiert nach 20 Kilometern die beiden Seen Laguna Juancholo und Laguna Santa Barbara, und erreicht nach 44 Kilometern Los Andes.

## Bevölkerung
Die Einwohnerzahl der Ortschaft ist im Jahrzehnt zwischen den beiden letzten Volkszählungen um etwa die Hälfte angestiegen:
| Jahr | Einwohner         | Quelle       |
| ---- | ----------------- | ------------ |
| 1992 | keine Detaildaten | Volkszählung |
| 2001 | 742               | Volkszählung |
| 2013 | 1129              | Volkszählung |
| 2024 |                   | Volkszählung |

Aufgrund der seit den 1960er Jahren durch die Politik geförderten Zuwanderung indigener Bevölkerung aus dem Altiplano weist die Region einen nicht unerheblichen Anteil an Quechua-Bevölkerung auf, im Municipio Santa Rosa sprechen 28,6 Prozent der Bevölkerung Quechua.